# Eukiefferiella tirolensis
Eukiefferiella tirolensis är en tvåvingeart som beskrevs av Maurice Emile Marie Goetghebuer 1938. Eukiefferiella tirolensis ingår i släktet Eukiefferiella och familjen fjädermyggor. Inga underarter finns listade i Catalogue of Life.